# Vachel Lindsay
Compléments
Académie américaine des arts et des lettres
Vachel Lindsay (Nicholas Vachel Lindsay), né le 10 novembre 1879 à Springfield, Illinois, et décédé le 5 décembre 1931  dans la même ville, est un poète américain.

## Œuvres principales
- General William Booth enters into heaven and other poems, 1913
- The Congo and other poems, 1914